# 长叶苞叶兰
长叶苞叶兰（学名：Brachycorythis henryi）为兰科苞叶兰属下的一个种。